# Ngược đãi động vật

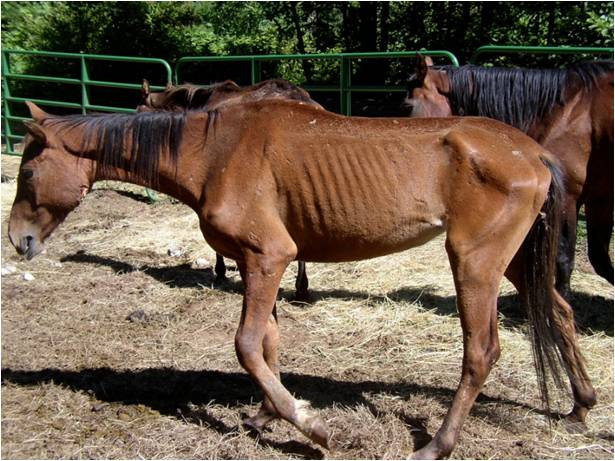
Một con ngựa bị bỏ đói đến mức gầy còm trơ xương

Sự tàn ác đối với động vật (Cruelty to animal) hay còn được gọi là ngược đãi động vật là việc cố ý, có chủ ý hoặc không có chủ ý (bỏ bê động vật) gây ra đau khổ, đau đớn, thống khổ, thiếu đói hoặc tổn hại cho những cá thể động vật (trừ con người) bất kể hành động đó là trái pháp luật hay hợp pháp. Ở khía cạnh hẹp hơn, nó có thể là nguyên nhân gây tổn hại hoặc đau khổ từ những việc làm, hành xử cụ thể, chẳng hạn như giết mổ động vật để lấy thức ăn hoặc lông thú. Những ý kiến khác nhau về mức độ tàn ác liên quan đến các phương pháp giết mổ động vật nhất định. Sự tàn bạo đối với động vật đôi khi bao gồm gây ra thiệt hại hoặc đau khổ, đau đớn cho những con vật bị bắt buộc phải mua vui cho con người hoặc như vật cưng.

## Tổng quan

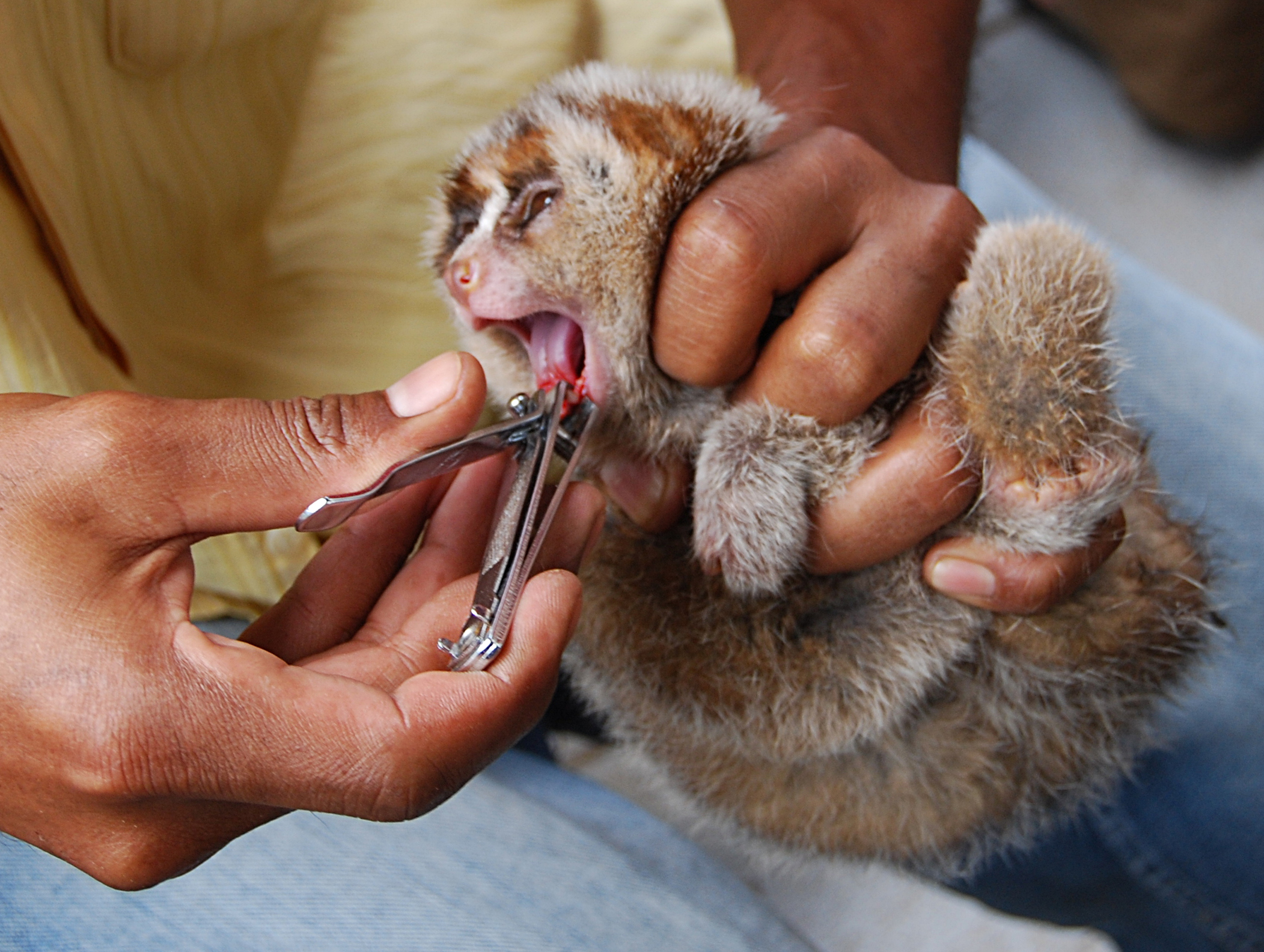
Một con culi đau đớn khi bị nhổ răng

Các cách tiếp cận khác nhau đối với các luật liên quan đến hành động tàn ác, tàn nhẫn của thú vật diễn ra ở các hệ thống pháp lý khác nhau trên khắp thế giới. Ví dụ, một số luật lệ chi phối các phương pháp giết động vật để làm thức ăn, quần áo hoặc các sản phẩm động vật khác và các luật khác liên quan đến việc giữ thú để giải trí, giáo dục, nghiên cứu hoặc vật nuôi. Có một số cách tiếp cận khái niệm về vấn đề tàn ác đối với động vật. Ví dụ, phúc lợi động vật cho rằng không có gì sai trái khi sử dụng động vật cho các mục đích con người, như thực phẩm, quần áo, giải trí và nghiên cứu, nhưng nó nên được thực hiện theo cách giảm thiểu đau đớn và đau khổ không cần thiết, đôi khi được gọi là điều trị "nhân đạo" kể cả việc an tử động vật.
Những người ủng hộ lợi dụng tranh luận từ vị trí của chi phí và lợi ích và khác nhau về kết luận của họ đối với phép tắc đối xử với động vật. Một số người sử dụng lao động lập luận về cách tiếp cận yếu hơn, gần với vị trí phúc lợi động vật, trong khi những người khác tranh luận về một vị trí tương tự như các quyền của động vật. Các nhà lý thuyết về quyền con vật (quyền động vật hay phúc lợi động vật) chỉ trích các vị trí này, lập luận rằng những từ "không cần thiết" và "nhân văn" có nhiều cách giải thích khác nhau, và động vật có các quyền cơ bản. Họ nói rằng cách duy nhất để bảo vệ động vật là chấm dứt tình trạng của chúng như là tài sản và để đảm bảo rằng chúng không bao giờ được sử dụng làm hàng hóa, vật phẩm.

## Các dạng

### Bỏ bê

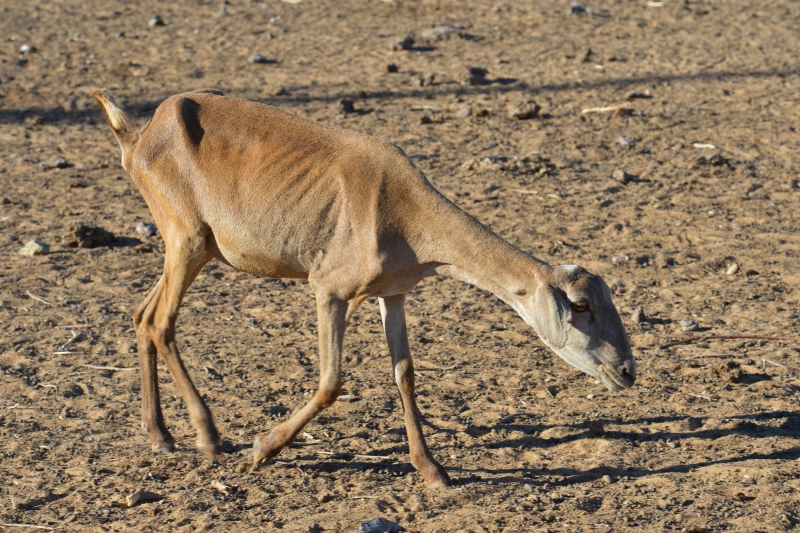
Một con dê bị bỏ đói

Bỏ bê: Sự tàn ác của động vật có thể được chia thành hai loại chính: chủ động và thụ động. Sự tàn bạo thụ động được đặc trưng bởi những trường hợp bỏ bê, trong đó sự độc ác là thiếu hành động hơn là hành động của chính nó. Ví dụ về bỏ bê là nạn đói, mất nước, nhiễm ký sinh trùng, cho phép cổ áo phát triển thành da của động vật, nơi trú ẩn không thích hợp trong điều kiện thời tiết cực đoan, và không tìm được sự chăm sóc thú y khi cần thiết. Trong nhiều trường hợp bỏ bê trong đó một nhà điều tra tin rằng sự tàn ác xảy ra do vô minh, điều tra viên có thể cố gắng giáo dục chủ sở hữu vật nuôi, sau đó xem lại tình hình. Trong trường hợp nghiêm trọng hơn, các tình huống cấp thiết có thể yêu cầu động vật phải được đưa ra để chăm sóc thú y.

### Khổ luyện
Nhiều khi, khi những con voi châu Á bị bắt ở Thái Lan để huấn luyện thành những con voi nhà thì những người huấn luyện sử dụng một kỹ thuật gọi là training crush tức sự đào tạo bằng cách trừng phạt (thuần dưỡng voi rừng), trong đó người ta thực hiện các thủ đoạn như phá rối giấc ngủ, bỏ đói, bỏ khát để uy hiếp và đè bẹp tinh thần của con voi và làm cho chúng sợ hãi mà phục tùng chủ nhân của nó, hơn nữa, người điều khiển còn đóng đinh vào tai và chân của voi. Thực tiễn của sự tàn bạo đối với động vật cho các mục đích bói toán còn được tìm thấy trong các nền văn hoá cổ đại, và một số tôn giáo hiện đại như Santeria tiếp tục làm các nghi thức tế lễ vật hy sinh (động vật hiến tế) để chữa bệnh và các nghi thức khác. Nghi thức Taghairm được người Tô Cách Lan cổ đại thực hiện để triệu hồi ma quỷ.
Việc sử dụng động vật trong xiếc đã gây nhiều tranh cãi vì các nhóm phúc lợi động vật đã ghi nhận các trường hợp tàn ác của động vật trong quá trình huấn luyện động vật. Nhiều trường hợp lạm dụng động vật trong các rạp xiếc đã được ghi nhận như là thiếu chăm sóc thú y thường xuyên, các phương pháp đào tạo ngược và thiếu sự giám sát của các cơ quan điều phối. Các huấn luyện viên động vật đã lập luận rằng một số chỉ trích không dựa trên thực tế, bao gồm cả niềm tin rằng hét lên làm cho động vật tin rằng người huấn luyện sẽ làm tổn thương họ, rằng lồng chim là độc ác và phổ biến, và những thiệt hại do việc sử dụng roi, dây chuyền hoặc các dụng cụ tập luyện. Hiện nay, Bolivia đã ban hành những điều mà các nhà hoạt động vì quyền lợi động vật gọi là lệnh cấm đầu tiên trên thế giới đối với tất cả các động vật trong các rạp xiếc.

### Chiến tranh
Động vật được sử dụng trong quân sự là sinh vật đã được nhân viên huấn luyện để sử dụng trong chiến tranh. Đó là một ứng dụng cụ thể của động vật làm việc. Ví dụ bao gồm ngựa chiến, chó nghiệp vụ và cá heo. Gần đây chỉ có sự tham gia của động vật trong chiến tranh đã được đặt câu hỏi, và các hành động như sử dụng động vật để chiến đấu, như những quả bom sống (như sử dụng các con lừa đang nổ) hoặc cho các mục đích thử nghiệm quân sự đã bị chỉ trích vì tính độc ác. Công chúa Anne-công chúa Hoàng gia, người bảo trợ Động vật Anh trong Chiến tranh Tưởng niệm, cho biết động vật thích nghi với những gì con người muốn chúng làm, nhưng chúng sẽ không làm những điều mà chúng không muốn, mặc dù được đào tạo. Trong năm 2008, một video của Lực lượng Hải quân Hoa Kỳ về quân nhân David Motari ném một chú cún qua vách đá trong cuộc xung đột ở Iraq đã được phổ biến rộng rãi như là một hiện tượng trên mạng và thu hút sự chỉ tríchvề hành động của người lính này quá tàn ác.

### Chăn nuôi

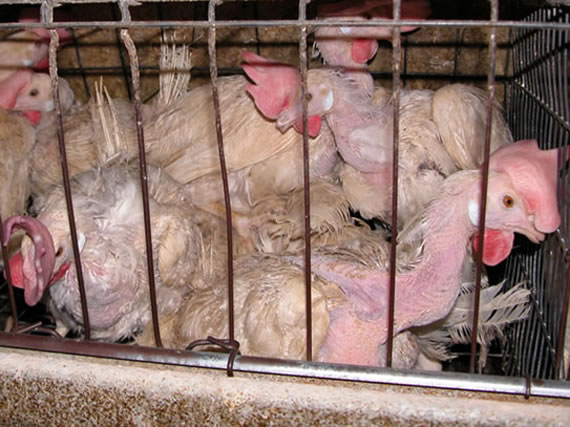
Một đàn gà công nghiệp được nuôi nhốt tập trung

Động vật phục vụ cho nông nghiệp thường được ra lò ở các cơ sở công nghiệp lớn chứa hàng ngàn động vật ở mật độ cao, đôi khi được gọi là trang trại chăn nuôi công nghiệp. Tính chất công nghiệp của các cơ sở này có nghĩa là nhiều thủ tục thông thường hoặc các hoạt động chăn nuôi gây ảnh hưởng đến phúc lợi của động vật và có thể được coi là "tàn nhẫn". Người ta cho rằng số lượng động vật bị săn bắt, giữ như bạn đồng hành, được sử dụng trong các phòng thí nghiệm, nuôi nhốt cho ngành lông thú, thuộc da, chạy đua, và được sử dụng trong vườn thú và rạp xiếc, không đáng kể so với các động vật trong chăn nuôi nông nghiệp
Do đó "vấn đề phúc lợi động vật" có thể giảm được tới "vấn đề phúc lợi động vật nuôi". Tương tự như vậy, các nhóm chiến dịch cho rằng gà, lợn, và các động vật nông nghiệp khác là một trong số nhiều động vật bị tàn ác nhất. Ví dụ, vì gà đực không đẻ trứng, những con đực mới nở được tiêu huỷ bằng cách sử dụng máy nhổ macerator hoặc máy nghiền. Sự tiêu thụ quá nhiều thịt trên toàn thế giới là một yếu tố khác góp phần vào tình trạng khốn khổ của động vật trong nông nghiệp.

### Tâm lý

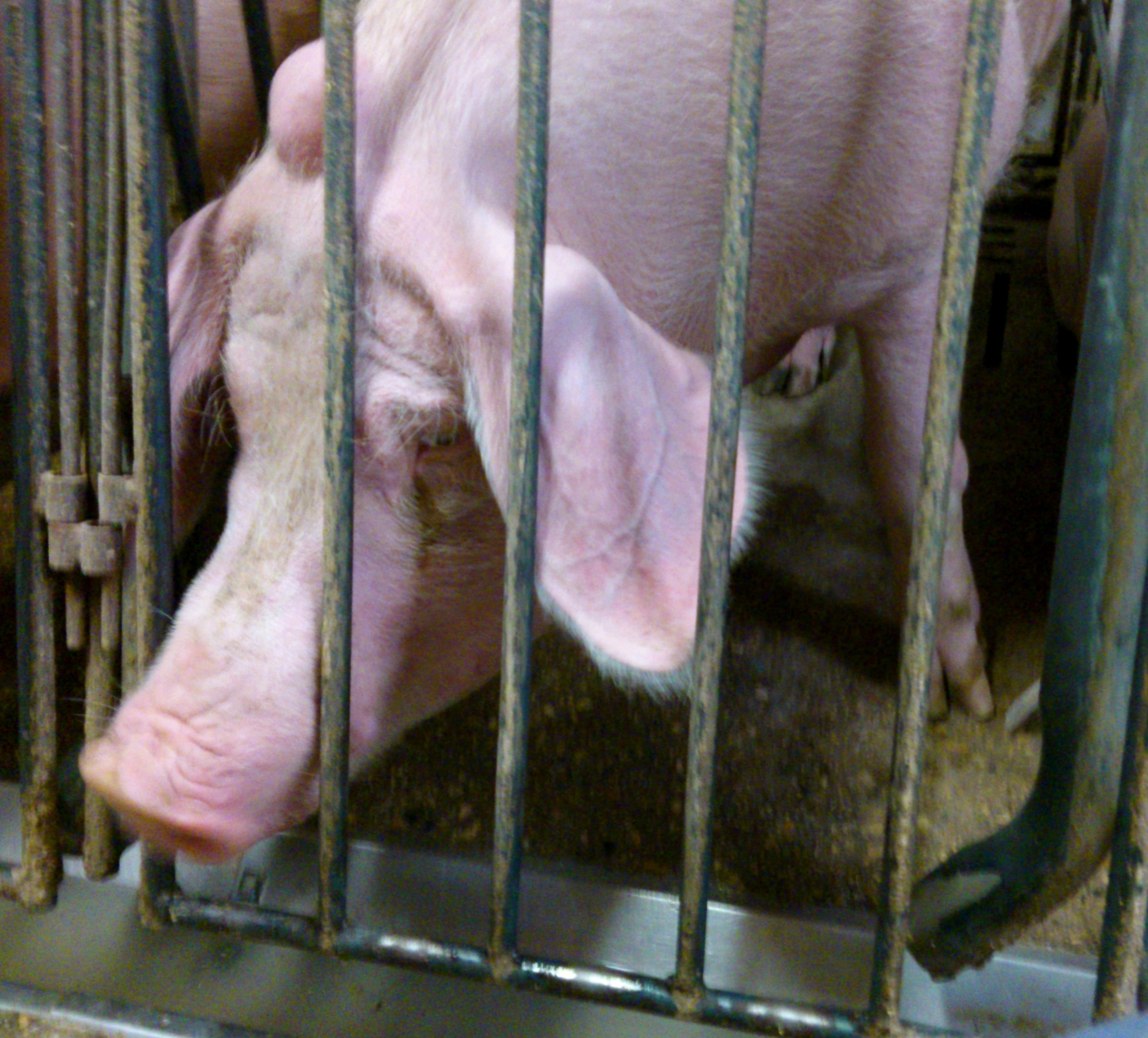
Một con lợn được nuôi kiểu chăn nuôi lợn công nghiệp

Rối loạn tâm lý và liên kết với bạo lực của con người là một trong những hình thức dẫn đến ngược đãi động vật. Có nhiều nghiên cứu chỉ ra bằng chứng về mối liên hệ giữa sự tàn ác và bạo lực gia súc ở con người. Số liệu thống kê về sự kết án được cho là do một số người đưa ra cho thấy những người bị kết án vì bạo lực gia súc có nhiều khả năng bạo lực với người hơn, khiến các chuyên gia tin rằng việc giảm lạm dụng động vật sẽ làm giảm bạo lực gia đình. Trong khi đó, những người khác giải thích sự tương quan rõ ràng của các tòa án hình sự thường xuyên hơn những người trước đây phạm tội như là một lời tiên tri tự đáp ứng, không có bất kỳ sự liên kết thực sự giữa hai loại hành động.
Những người khác cho rằng tâm thần và các cơ quan khác ngoài tòa án giữ hồ sơ về những người đã có hành vi độc ác đối với động vật và có thể đưa ra các dự đoán sai lệch về việc họ có hành hung bạo lực với người sau đó hay không và họ ngược lại ghi lại những người đã có bạo lực với người và có thể Thiên về hướng sau giả định họ đã độc ác đối với động vật, giải thích các liên kết rõ ràng theo định kiến thể chế mà không có liên kết giữa các hành động đó. Hành vi tàn ác có chủ ý có thể dẫn đến nhiều năm.
Các hành vi này (do cố tình tàn nhẫn động vật hoặc thương tích không do tai nạn) có thể là dấu hiệu của các vấn đề tâm lý nghiêm trọng. Theo Hiệp hội Nhân đạo Hoa Kỳ, 13% trường hợp lạm dụng động vật có chủ ý liên quan đến bạo lực gia đình. Có tới 71% phụ nữ đang nuôi con ở nhà an toàn đã báo cáo rằng bạn tình của họ đã đe doạ và/hoặc thực sự làm tổn thương hoặc giết chết một hoặc nhiều vật nuôi; 32% trong số những phụ nữ này báo cáo rằng một hoặc nhiều con của họ cũng đã làm tổn thương hoặc giết chết vật nuôi. Thói lạm dụng động vật đôi khi được sử dụng như một hình thức hăm dọa trong các tranh chấp trong nhà.

### Tâm thần

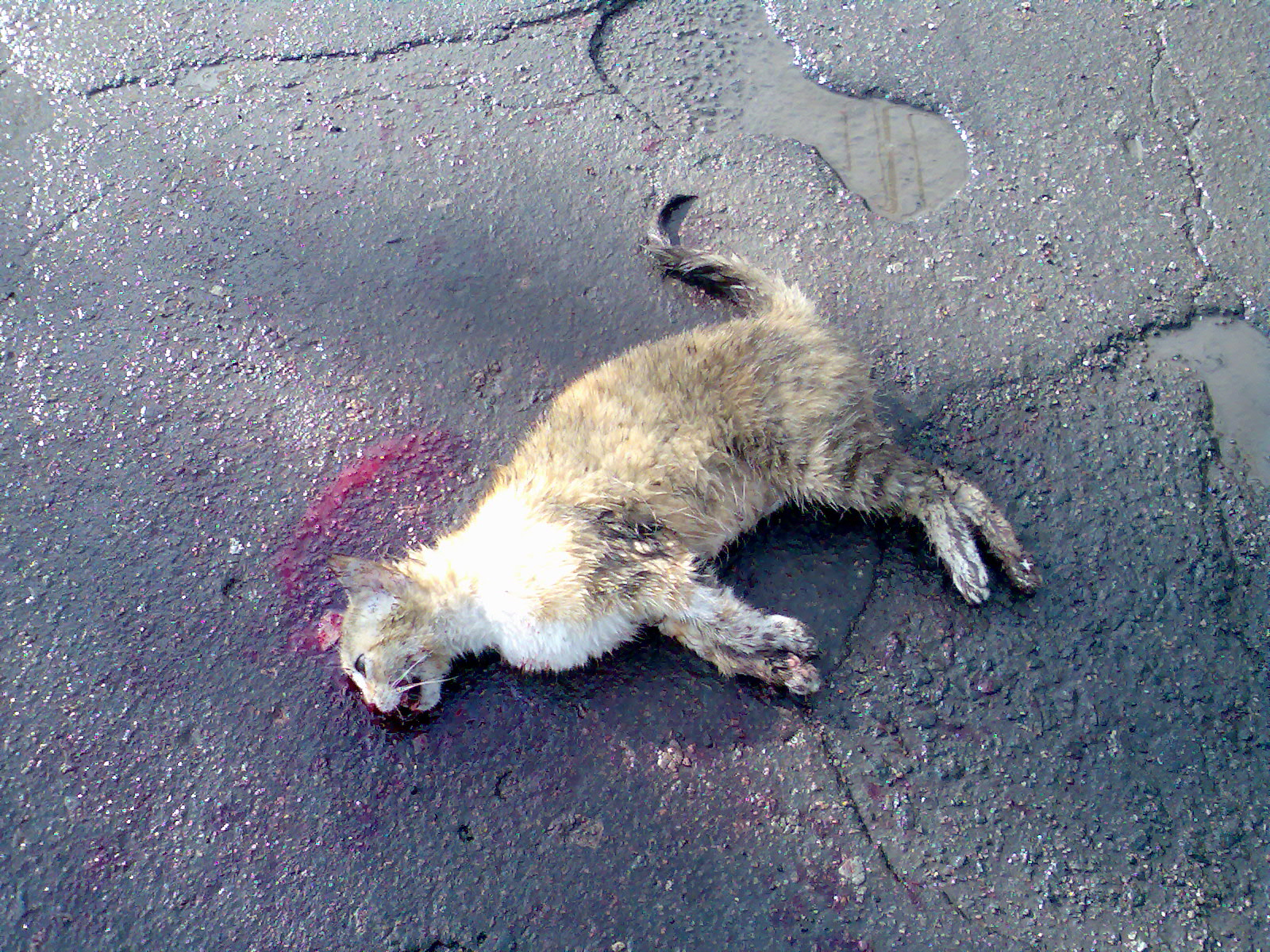
Một con mèo chết do bị hành hạ

Một trong những dấu hiệu cảnh báo về một số bệnh tâm thần học, bao gồm rối loạn nhân cách chống xã hội, còn được gọi là rối loạn nhân cách thái nhân cách, là một lịch sử tra tấn các vật nuôi và động vật nhỏ, một hành vi được gọi là Zoosadism hay còn gọi là hội chứng hành hạ súc vật nhỏ, theo đó Zoosadism là niềm vui bắt nguồn từ sự tàn ác đối với động vật. Nó là một phần của bộ ba Macdonald, một bộ ba hành vi được coi là tiền thân của hành vi thái nhân cách. Một số nghiên cứu đã gợi ý rằng những người độc ác với động vật thường có khả năng bạo lực với con người. Điển hình cho hành vi này chính là vụ việc một thủ phạm đã nhốt một con mèo nhỏ trong lò vi sóng.
Theo The New York Times, "FBI đã phát hiện ra rằng lịch sử của sự tàn ác đối với động vật là một trong những đặc điểm xuất hiện thường xuyên trong hồ sơ máy tính của những kẻ hãm hiếp và giết người hàng loạt và cuốn cẩm nang chẩn đoán và điều trị chuẩn về tâm thần và Rối loạn cảm xúc liệt kê danh tính tàn bạo đối với động vật là một tiêu chuẩn chẩn đoán cho các rối loạn hành vi. "Một cuộc khảo sát các bệnh nhân tâm thần đã nhiều lần tra tấn chó và mèo đã phát hiện ra tất cả chúng có mức độ hung hăng cao đối với mọi người.
Một cuộc khảo sát các bệnh nhân tâm thần đã nhiều lần tra tấn chó và mèo đã phát hiện ra rằng tất cả chúng đều có mức độ hiếu chiến cao đối với mọi người, trong đó có một bệnh nhân đã giết một cậu bé. Tại Hoa Kỳ, từ năm 2010, nó đã là một hành động vi phạm liên bang về những mô tả "tục tĩu" về "động vật có vú không phải là con người, chim, bò sát, lưỡng cư  bị thương tổn nghiêm trọng về cơ thể". Quy chế này đã thay thế một đạo luật rộng rãi năm 1999 mà được cho là vi hiến tại Hoa Kỳ từ vụ kiện của Stevens. Mặt khác, Piers Beirne, giáo sư về tội phạm học tại Đại học Nam Maine, đã chỉ trích các nghiên cứu hiện tại về việc bỏ qua các hành vi bạo lực đối với động vật được chấp nhận bởi xã hội, như giết mổ gia súc và sinh sôi, có thể liên quan đến bạo lực đối với con người.
Sự tàn bạo đối với động vật là một trong ba thành tố của bộ ba Macdonald, các chỉ số về hành vi chống xã hội bạo lực ở trẻ em và thanh thiếu niên. Theo những nghiên cứu được sử dụng để hình thành nên mô hình này, sự tàn ác đối với động vật là một hành vi phổ biến (nhưng không phổ biến) ở trẻ em và thanh thiếu niên đã lớn lên trở thành kẻ giết người hàng loạt và các tội phạm bạo lực khác. Người ta cũng thấy rằng trẻ em độc ác với động vật thường chứng kiến hoặc là nạn nhân của hành hạ mình. Trong hai nghiên cứu riêng biệt do Hiệp hội Nhân đạo Hoa Kỳ đưa ra, khoảng một phần ba gia đình bị lạm dụng trong gia đình cho thấy ít nhất một đứa trẻ đã làm tổn thương hoặc giết con vật cưng.